# Cabrera (rijeka)
Cabrera je rijeka u Kolumbiji, pritoka rijeke Magdalene. Pripada slijevu Karipskog mora.